# Orde van de Koningin
Het Koninkrijk Cambodja kent een groot aantal ridderorden en onderscheidingen. Een daarvan is de Koninklijke Orde van de Koningin of "Orde van Koningin Kossomak" (Khmer:"Sri Suvatta Muni Varman Kusuma Niariratna Sri Vadhana (or Samdech Preah Moha Kshatriyani Preah Sisowath Monivong Kossomak Nearireatth Serey Vathana") werd op 1 oktober 1962 door koningin Kosomak ingesteld. Na het herstel van de Cambodjaanse monarchie in 1994 werd het systeem van Ridderorden aangepast en uitgebreid. De door koning Sihanouk aangehouden Orde van de Koningin kent vijf graden.
Het kleinood van de orde is een ster met het portret van de Cambodjaanse koningin. Na 1994 werd het verouderde, want te jonge, portret vervangen door een nieuw portret van de vorstin.
De Cambodjaanse koning is Boeddhist en leeft polygaam. Hij heeft meerdere echtgenoten. De huidige koningin is Norodom Monineath Sihanouk geboren Pauline-Monique Izzi.

## Graden
De graden van de Orde zijn:
- Maha Siri Yudha (មហាសេរីវឌ្ឍន៍) (Grootkruis)
- Siri Yudha (មហាសេនា) (Grootofficier)
- Dhipadinda (ធិបឌិន្ទ) (Commandeur)
- Sena (សេនា) (Officier)
- Assarariddhi (អស្សឫទ្ធិ) (Ridder)

Aan de Orde zijn ook een zilveren en bronzen medaille verbonden.

## Post-nominals
De hogere rangen van Ridder Grootkruis geven hun leden het recht de titel te gebruiken als post-nominale: GCM; (Ridder) Grootofficier GOM; (Ridder) Commandeur, CM.

De lagere rangen van Ridder Officier gebruiken de post-nominale OM; en Ridder, KM. Leden van alle klassen van de orde krijgen posities in de rangorde toegewezen.